# Sabine Müller (Althistorikerin)
Sabine Müller (* 1972 in Gießen) ist eine deutsche Althistorikerin.

## Leben
Nach dem Studium der Mittleren und Neueren Geschichte, Kunstgeschichte und Alten Geschichte erwarb sie den akademischen Grad Magister artium mit der Arbeit Das Ketzerverständnis bei Sebastian Franck und Matthias Flacius Illyricus am Beispiel der Katharer bei Hans Heinrich Kaminsky in Gießen und wurde 2003 mit der Arbeit Maßnahmen der Herrschaftssicherung gegenüber der makedonischen Opposition bei Alexander dem Großen an der Universität Gießen bei Helga Gesche und Gerhard Wirth in Alter Geschichte promoviert. Sie arbeitete anschließend an den Universitäten in Gießen und Hannover, wo sie sich 2007 mit der Arbeit Das hellenistische Königspaar in der medialen Repräsentation. Ptolemaios II. und Arsinoe II. habilitierte, sowie Kiel und Siegen. Von 2014 bis 2015 war sie Universitätsprofessorin auf Zeit an der Universität Innsbruck; seit dem Wintersemester 2015/16 ist sie Professorin für Alte Geschichte an der Universität Marburg. 
Sie ist Redaktionsmitglied bei Aspekte der Medizinphilosophie und Mitherausgeberin der Reihe Komik und Gewalt, dazu in den Editorial Boards von Ancient History Bulletin, Anabasis und Global Humanities. 

## Forschungsschwerpunkte
Ihre Forschungsschwerpunkte sind das antike Persien, Herodot, das argeadische Makedonien und die hellenistischen Reiche, insbesondere das Ptolemäerreich, Handlungsräume hellenistischer Königinnen, Sertorius, Parther und Rom, Lukian und seit Neuestem auch die Severer, epochal übergreifend politische Ikonographie, Doppelgängermotiv und Antikenrezeption in Kunst und Film. 

## Schriften (Auswahl)
- Das Ketzerverständnis bei Sebastian Franck und Matthias Flacius Illyricus am Beispiel der Katharer. Gießen 2000 (= Magisterarbeit).
- Maßnahmen der Herrschaftssicherung gegenüber der makedonischen Opposition bei Alexander dem Großen (= Europäische Hochschulschriften. Reihe 3, Geschichte und ihre Hilfswissenschaften Band 974). Peter Lang, Frankfurt am Main/Berlin/Bern/Bruxelles/New York/Oxford/Wien 2003, ISBN  3-631-51224-4 (= Dissertation).
- Das hellenistische Königspaar in der medialen Repräsentation. Ptolemaios II. und Arsinoe II. (= Beiträge zur Altertumskunde Band 263). de Gruyter, Berlin/New York 2009, ISBN 978-3-11-020917-4 (= überarbeitete Habilitationsschrift).
- Alexander, Makedonien und Persien (= Frankfurter Kulturwissenschaftliche Beiträge Bd. 18). Verlag trafo, Berlin 2014. ISBN 978-3-86464-059-9.
- Die Argeaden. Geschichte Makedoniens bis zum Zeitalter Alexanders des Großen. Ferdinand Schöningh, Paderborn 2016, ISBN 978-3-506-77768-3.
- Perdikkas II. – Retter Makedoniens (= Altertumswissenschaften, Archäologie Band 6), Frank & Timme, Berlin 2017, ISBN 3-7329-0208-0.
- Alexander der Große. Eroberung – Politik – Rezeption. Kohlhammer, Stuttgart 2019, ISBN 978-3-17-031346-0.